# Альтернативный путь активации системы комплемента

Схема классического и альтернативного путей активации комплемента. Первые два этапа — инициация, следующие два — формирование C3-конвертазы, последние два — формирование C5-конвертазы и мембраноатакующего комплекса

Альтернати́вный путь актива́ции систе́мы комплеме́нта — один из трёх путей активации системы комплемента, наряду с классическим путём и лектиновым путём. В отличие от классического пути, альтернативный путь системы комплемента не требует участия антител, поэтому его (наряду с лектиновым) относят к гуморальным механизмам врождённого иммунитета (а классический — к гуморальным механизмам приобретённого иммунитета).
Альтернативный путь системы комплемента активируется в результате связывания фрагмента C3b компонента комплемента 3 (C3), образующегося в результате спонтанного гидролиза C3 на фрагменты C3b и C3a в плазме крови, с поверхностью микробной клетки. После активации происходит сборка белкового комплекса C3-конвертазы (C4b2b), который разрезает белок комплемента C3. C3b связывается с C3-конвертазой, в результате чего образуется C5-конвертаза (C4b2b3b). C5-конвертаза разрезает компонент комплемента 5, после чего образовавшиеся белковые фрагменты привлекают фагоциты в очаг инфекции и способствуют поглощению клеток патогенов. C5-конвертаза также запускает финальные стадии каскада комплемента, которые завершаются формированием мембраноатакующего комплекса. Он формирует поры в мембране клетки микроорганизма, вызывая её лизис и гибель.
В 1950-х годах Л. Пиллемер описал пропердиновую систему, которую в 1970-х годах было предложено называть альтернативным путём активации системы комплемента, а антителозависимый путь активации, описанный Жюлем Борде, стали называть классическим.

## Механизм

### Инициация

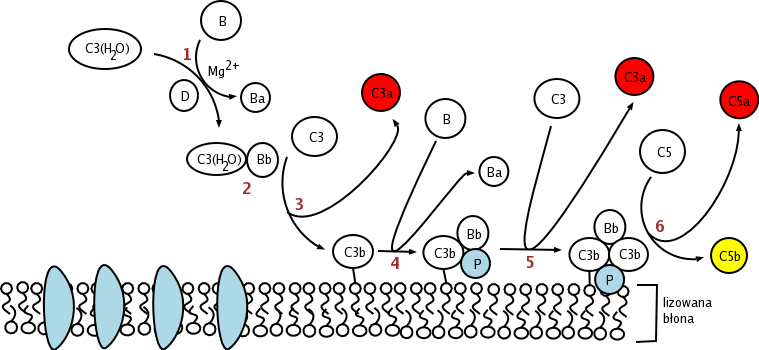
Схема каскада альтернативного пути активации системы комплемента

В отличие от классического пути, альтернативный путь системы комплемента не требует участия антител. В норме C3 постоянно расщепляется в плазме крови с низкой интенсивностью, и образующийся C3b может ковалентно связываться с белками на поверхности микробных клеток посредством домена, содержащего тиоэфирную связь, подобно C4b. Если C3b не связался с клеткой, то он подвергается быстрому гидролизу при участии той же тиоэфирной связи и инактивируется. C3b также имеет сайт связывания с белком плазмы крови фактором B. Фактор B связывается C3b, ковалентно сшитым с поверхностью микробной клетки, и расщепляется сериновой протеазой фактором D. Образовавшийся фрагмент Ba высвобождается, а более крупный фрагмент Bb остаётся связанным с C3b. Комплекс C3bBb является альтернативной C3-конвертазой.

### Формирование C3-конвертазы
Альтернативная C3-конвертаза расщепляет дополнительные молекулы C3, обеспечивая амплификацию сигнала. C3b, полученный в ходе классического или лектинового путей, также может связываться с Bb с образованием комплекса, который расщепляет больше молекул C3. Если комплекс C3bBb формируется на поверхности клетки млекопитающего, то он быстро разрушается под действием регуляторных белков на поверхности клетки. Кроме того, на микробной клетке с комплексом C3bBb связывается белок комплемента пропердин, который стабилизирует комплекс; на клетках млекопитающих такого не происходит. Пропердин является единственным известным положительным регулятором комплемента. C3b и Bb могут формировать комплекс из двух молекул C3b и одной молекулы Bb, который функционирует как C5-конвертаза, которая расщепляет C5 и запускает поздние стадии каскада комплемента.

### Формирование C5-конвертазы и мембраноатакующего комплекса
C5-конвертазы, образовавшиеся в ходе классического, альтернативного или лектинового пути, запускают последующие этапы каскада комплемента, кульминацией которых является образование мембраноатакующего комплекса. C5-конвертаза расщепляет C5 на высвобождаемый меньший фрагмент C5a и больший фрагмент C5b, который остаётся связанным с белками комплемента на поверхности микробной клетки. Последующие участники каскада комплемента — C6, C7, C8 и C9 — являются структурно близкими белками, лишёнными ферментативной активности. C5b временно сохраняет конформацию, в которой он может связать C6 и C7 с образованием комплекса C5b,6,7. C7 обладает гидрофобными свойствами и вставляется в липидный бислой клеточной мембраны, где становится высокоаффинным рецептором C8. Белок C8 имеет тримерную структуру, и одна из его субъединиц связывается с комплексом C5b,6,7, при этом формируя ковалентную связь со второй субъединицей; третья субъединица интегрирует в клеточную мембрану. Получившийся в результате комплекс C5b,6,7,8 (C5b-8) обладает невысокой способностью к лизису клетки, и формирование полностью функционального мембраноатакующего комплекса завершается при связывании с C5b,6,7,8 компонента C9. C9 полимеризуется в местах взаимодействия с комплексом C5b,6,7,8 и формирует поры в мембране. Через поры, имеющие диаметр около 100 ангстрем, свободно перемещаются вода и ионы. Вход воды в клетку из-за осмоса приводит к её набуханию и разрушению. Поры, сформированные C9, похожи на поры, образованные белком перфорином, который входит в состав гранул цитотоксических T-лимфоцитов и натуральных киллеров, кроме того, C9 структурно гомологичен перфорину.